# Hélisenne de Crenne
Pour les articles homonymes, voir Briet.
Hélisenne de Crenne, nom de plume de Marguerite Briet, née vers 1510 à Abbeville (Picardie) et morte vers 1560, est une femme de lettres, romancière, épistolière, poétesse et traductrice française.
Oubliée, puis redécouverte à la fin du XIXe siècle, Hélisenne de Crenne est désormais célèbre, à la fois comme érudite dans la tradition humaniste de la Renaissance, et comme précurseure du roman sentimental, psychologique et épistolaire, ainsi que comme une pionnière du féminisme.

## Biographie
Marguerite Briet est née vers 1510 à Abbeville, en Picardie. Elle serait issue de la petite noblesse picarde, et fille d'un échevin abbevillois. Sa traduction des quatre premiers livres de l'Énéide en prose lui a permis d'être admise à la cour de François Ier, à laquelle elle avait été attirée par Louise de Savoie, mère de ce dernier.

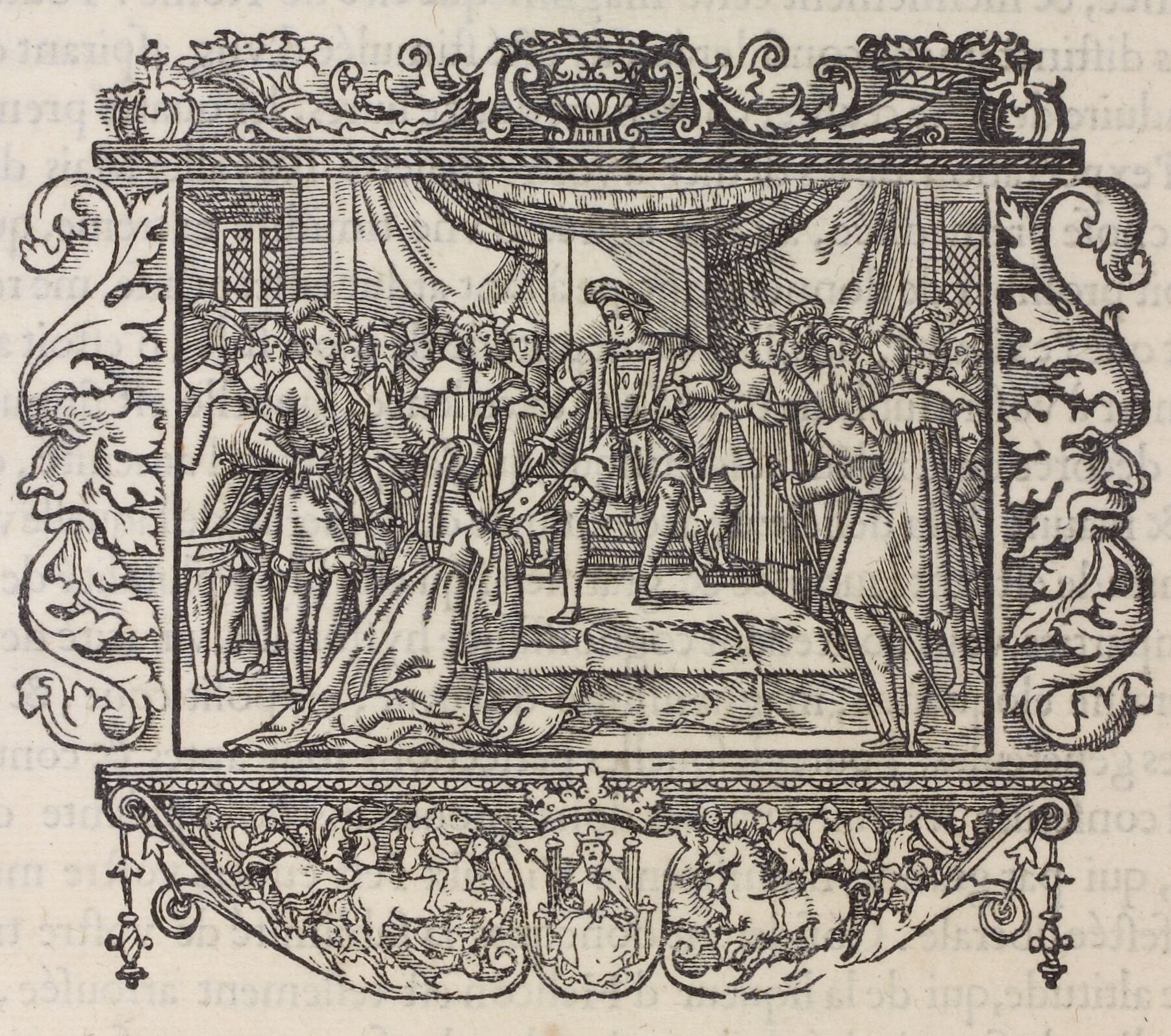
Hélisenne de Crenne, présentant sa traduction des quatre premiers livres de l'Énéïde à François Ier.

Les talents littéraires d'Hélisenne de Crenne lui valurent la protection d'Anne de Pisseleu, duchesse d'Étampes, elle-même picarde à l'instar d'Hélisenne, et qui était la favorite de François Ier.
En 1538, Marguerite Briet publie, sous le pseudonyme littéraire d'Hélisenne de Crenne, son travail majeur à savoir Les Angoisses douloureuses qui procèdent d'amour, œuvre qui jouira d'un grand succès à la Renaissance, et qui fait figure de premier roman sentimental de la littérature française. Elle rédigera deux autres textes qui viendront compléter son roman, à savoir Les Épîtres familières et invectives et Le Songe.
Certains éditeurs et critiques modernes soutiennent comme génèse de l'œuvre une croyance selon laquelle Marguerite Briet (alias Hélisenne de Crenne) aurait rencontré un jeune chevalier dont elle serait tombée amoureuse, et que le décès prématuré de ce jeune homme, accompagné du chagrin qu'il lui causa, serait à l'origine de la rédaction des Angoisses douloureuses. Louviot allait plus loin en soutenant l'hypothèse selon laquelle Marguerite Briet aurait pu être courtisée par François Ier et que son mari aurait ainsi éloigné sa femme du roi afin d'éviter de futurs conflits. Cependant, ces propos restent à considérer avec précaution, certains ayant pu être motivés par la tentation de compléter les manques sur la vie de Madame Briet en puisant dans des éléments de fiction présentés dans ses travaux, en y interprétant un caractère autobiographique.
Hélisenne de Crenne fut la première femme à être imprimée de son vivant en France à la Renaissance, d'autant plus que ses œuvres constituent le plus large corpus féminin imprimé dans la première moitié du XVIe siècle.
On sait qu’elle épouse vers 1530 Philippe Fournel, seigneur du Cresne, dont elle se sépare légalement en 1552 pour aller vivre ensuite près de Paris. Leur terre, le fief de Cresne se trouvait près de Coucy, en Laonnois, dans l'actuelle Aisne,. Hélisenne disparaît après 1560, date de la dernière publication de ses œuvres complètes, corrigées de sa main ; ainsi, aucune information ultérieure à cette date ne nous est parvenue à son sujet.
La Croix du Maine et Antoine du Verdier firent mention d'elle comme « d'une demoiselle Picarde fort instruite, et auteur de plusieurs morceaux assez agréables, tous relatifs à l'amour. ». Les éditions de 1538 et de 1560 de ses œuvres figurèrent à la bibliothèque du roi. Elle dédia d'ailleurs sa traduction de l'Énéïde à François Ier.
Peu de renseignements subsistent sur les affinités littéraires de Marguerite Briet, mais on peut noter qu'elle semble avoir circulé dans les milieux parisiens humanistes.
La Biographie des hommes célèbres, des savants, des artistes et des littérateurs du département de la Somme reproduit la gravure suivante qui aurait été réalisée d'après un tableau d'Hélisenne de Crenne longtemps conservé au château d'Heilly dans la Somme,.

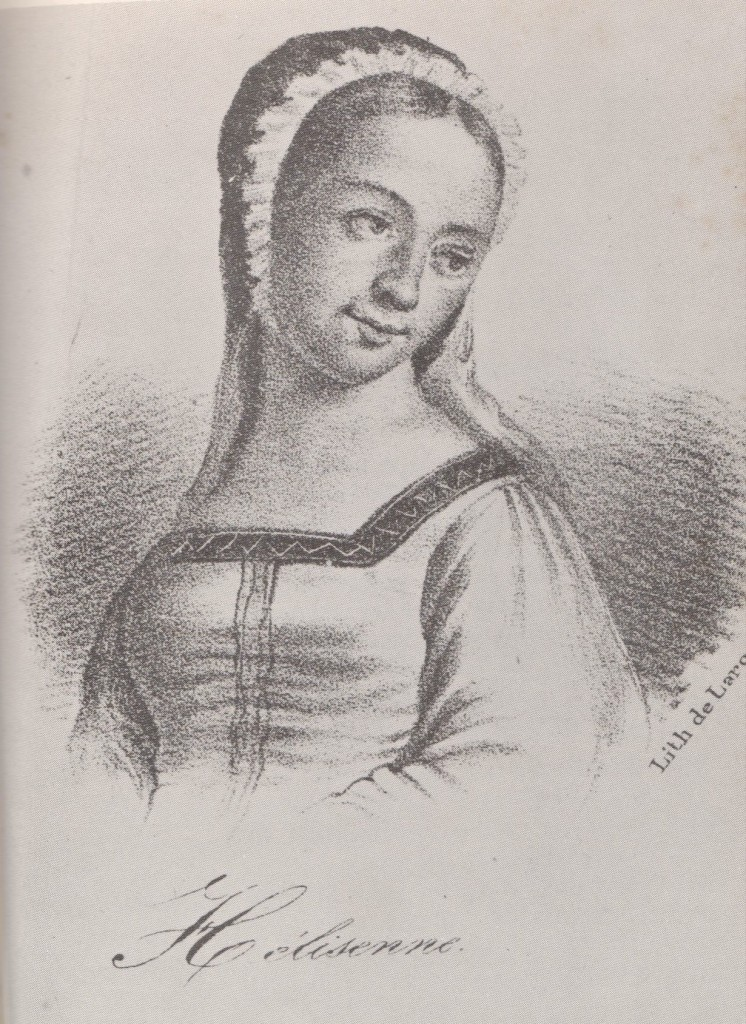

## Œuvres
Le pseudonyme d'Hélisenne de Crenne est associé à quatre ouvrages, publiés en rafale de 1538 à 1541 par l'éditeur Denis Janot :
- Les Angoysses douloureuses qui procedent d'amours, composées par dame Hélisenne (1538)
- Les Épistres familières et invectives de ma dame Helisenne, composées par icelle dame de Crenne[18] (1539)
- Le Songe de madame Helisenne, composé par la dicte dame, la considération duquel est apte à instiguer toutes personnes de s’alliéner de vice, et s’approcher de vertu (1540)
- Les quatre premiers livres des Eneydes du treselegant poète Virgile, traduictz de latin en prose françoyse par ma dame Helisenne (1541). Ce dernier constitue la seconde traduction de l'Énéide de Virgile en français, la première étant due à Octavien de Saint-Gelais (1509)[11]

Les trois premiers connaissent de nombreuses éditions avant d’être réunis en un seul volume, d’abord en 1543, puis en 1551 et 1560 par Claude Colet, qui croit bon de les alléger des latinismes, archaïsmes et néologismes par lesquels Hélisenne avait pu faire montre de son érudition. Après quoi, il faut attendre trois siècles et demi pour que soit identifiée leur autrice et que l’on commence à relire son œuvre d’un œil neuf.

### Les Angoysses douloureuses qui procedent d'amours

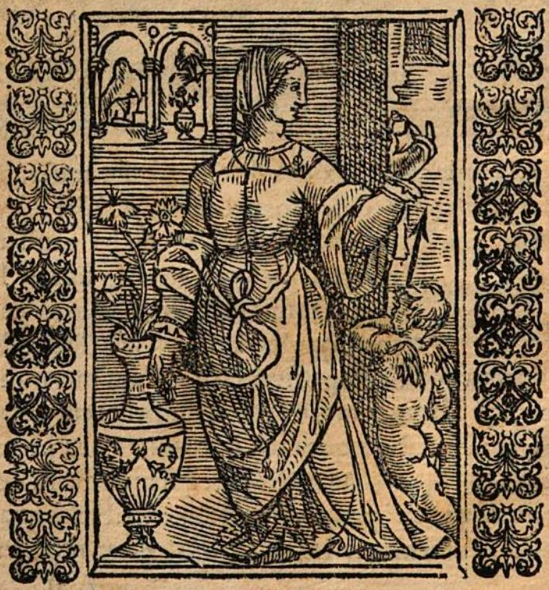
Gravure dans Les Angoisses douloureuses.

Les tourments de l’amour sont présentés dans ce roman du point de vue de la femme, ici figurée par Hélisenne, à la fois personnage, narratrice et autrice de l’histoire. La première partie raconte le mariage d’Hélisenne, unie à douze ans à un homme adulte qui parait la respecter, et le soudain désir adultère qu’elle éprouve pour le jeune Guénélic. Désespéré, violent, son mari la bat et finit par la faire enfermer dans une tour. Hélisenne écrit une longue missive à son amant, dans l’espoir qu’elle tombera entre ses mains et qu’il la délivrera. Dans le deuxième volet sont racontées les aventures de Guénélic et de son compagnon Quézinstra, qui sillonnent l’Europe à la recherche de la prison d’Hélisenne. Dans la dernière partie, Quézinstra relate le sort des deux amants. À la fin du texte, on comprend que c'est Hélisenne qui, de bout en bout, tenait la plume.

### Les Épistres familières et invectives de ma dame Hélisenne
Les 18 lettres contenues dans cet ouvrage ont trait à l’éducation des femmes et aux amitiés féminines, à la morale, à l’amour et à l’infidélité. Elles sont adressées à des personnes fictives, mais y sont citées comme modèles des personnalités telles que Didon, Judith, Aspasie et Marguerite de Navarre. L’œuvre dénonce les injustices dont souffrent les femmes, la prétention des hommes à les dominer, les condamnations de celles qui écrivent, le mépris qui s'affiche souvent à l’égard de son sexe, attitude notamment mise en évidence par Gratien Du Pont dans ses Controverses des sexes masculin et féminin publiées en 1534.

### Le Songe de madame Hélisenne
Une dame et son amant discutent des dangers de l’amour adultère. Dans ce récit en grande partie allégorique où interviennent Vénus et Pallas, puis Sensualité et Raison, le point de vue dominant est encore une fois celui de la femme, dont les désirs amoureux sont réprimés par son mari sans être pour autant satisfaits par son amant.

## Éditions modernes
- Les Angoysses douloureuses qui procedent d’amours, éd. Christine de Buzon, Paris, Honoré Champion, 1997  (ISBN 2852036932)
- Hélisenne de Crenne (préf. Jean-Philippe Beaulieu), Les Angoisses douloureuses qui procèdent d’amours, Saint-Étienne, Publications de l'université de Saint-Étienne, 2005, 379 p. (ISBN 2862723681, lire en ligne)
- Hélisenne de Crenne (préf. Jean-Philippe Beaulieu), Les Épitres familières et invectives. Le Songe, Saint-Étienne, Publications de l'université de Saint-Étienne, 21 novembre 2008, 192 p. (ISBN 978-2-86272-489-8, lire en ligne)
- Les Epistres familieres et invectives de ma dame Hélisenne, éd. Jean-Philippe Beaulieu et Hannah Fournier, Presses de l’Université de Montréal, 1995  (ISBN 2852035707)
- Le Songe de madame Hélisenne de Crenne (1541), éd. Jean-Philippe Beaulieu, Paris, Indigo & Côté-femmes, 1995  (ISBN 2907883828)
- Les quatre premiers livres des Eneydes du treselegant poete Virgile, Traduictz de Latin en prose Francoyse, par ma dame Helisenne. Édition critique établie et présentée par Britt-Marie Karlsson, Sara Moding & Gunhild Vidén (2024)